# Zbigniew Strzemiecki (poseł)
Zbigniew Strzemiecki (ur. 28 listopada 1924 w Maryninie) – polski polityk ludowy, poseł na Sejm PRL II i III kadencji.

## Życiorys
Syn Błażeja. Uzyskał wykształcenie wyższe niepełne. W 1946 wstąpił do Stronnictwa Ludowego, a następnie do Zjednoczonego Stronnictwa Ludowego. Pracował w Naczelnym Komitecie Wykonawczym ZSL, był także prezesem Wojewódzkiego Komitetu ZSL w Koszalinie, a także członkiem Naczelnego Komitetu ZSL. Wchodził w skład Zarządu Głównego Towarzystwa Przyjaźni Polsko-Radzieckiej, a także działał w Ogólnopolskim Komitecie Frontu Narodowego. Został wiceprzewodniczącym rady Wojewódzkiego Związku Gminnych Spółdzieni. Wykonywał mandat radnego Wojewódzkiej Rady Narodowej w Koszalinie. W 1957 i 1961 uzyskiwał mandat posła na Sejm PRL z okręgu Koszalin. W II kadencji zasiadał w Komisji Gospodarki Morskiej i Żeglugi oraz Komisji Nadzwyczajnej do rozpatrzenia projektu ustawy o radach narodowych, przez dwie kadencje pracował w Komisji Planu Gospodarczego, Budżetu i Finansów.
Został odznaczony Medalem 10-lecia Polski Ludowej oraz Złotym Krzyżem Zasługi (1955).